# Copa Merconorte 2000
III Copa Merconorte 2000

## 1/4 finału

### Grupa A
04.07 Nacional Quito-Estudiantes Mérida 2:1(1:0)

1:0 Angel Fernández 30, 2:0 Diego Herrera 58k, 2:1 Gastón Rossi 64
11.07 Chivas Guadalajara- America Cali 1:1(0:0)

1:0 Manuel Rios 27, 1:1 Nilson Pérez 39
01.08  America Cali-Nacional Quito 0:0

02.08 Estudiantes Mérida-Chivas Guadalajara 2:3(1:0)

1:0 Emerson Panigutti 18, 2:0 Leonel Vielma 51, 2:1 Alejandro Pérez 62, 2:2 José Alejandro Nava 64, 2:3 José Alejandro Nava 66
22.08 Estudiantes Mérida- America Cali 3:0(1:0)

1:0 Martín Brignani 4, 2:0 Emerson Panigutti 65, 3:0 Javier Villafraz 72
23.08 Chivas Guadalajara-Nacional Quito 1:0(0:0)

1:0 Ramón Morales 38
05.09 Estudiantes Mérida-Nacional Quito 1:1(0:0)

0:1 Evelio Ordoñez 58, 1:1 Luis Madriz 90
12.09  America Cali-Chivas Guadalajara 1:0(0:0)

1:0 Leonardo Enciso 74
19.09 Nacional Quito-  America Cali 1:0(1:0)

1:0 Jairón Leonel Zamora 26
20.09 Chivas Guadalajara-Estudiantes Mérida 4:0(0:0)

1:0 Jorge Arreola 55, 2:0 Héctor del Angel 62, 3:0 Ramón Morales 65k, 4:0 Manuel Ríos 70
03.10  America Cali-Estudiantes Mérida 1:2(1:2)

0:1 Gregory Sánchez 4, 1:1 Alex del Castillo 27, 1:2 Luis Madriz 39
04.10 Nacional Quito-Chivas Guadalajara 3:3(2:1)

1:0 Angel Fernández 4, 2:0 Evelio Ordóñez 15, 2:1 Benjamín Galindo 23k, 2:2 Manuel Ríos 77, 3:2 Evelio Ordóñez 87, 3:3 Oswaldo Sánchez 90
| Klub               | Mecze | Zw | Rem | Por | Pkt | BrZd | BrStr |
| ------------------ | ----- | -- | --- | --- | --- | ---- | ----- |
| Chivas Guadalajara | 6     | 3  | 2   | 1   | 11  | 12   | 7     |
| Nacional Quito     | 6     | 2  | 3   | 1   | 9   | 7    | 6     |
| Estudiantes Mérida | 6     | 2  | 1   | 3   | 7   | 9    | 11    |
| America Cali       | 6     | 1  | 2   | 3   | 5   | 3    | 7     |

### Grupa B
05.07 LD Alajuelense Alajuela-Alianza Lima 2:1(2:1)

1:0 José Chacón 1s, 2:0 Heriberto Quirós 5, 2:1 Ernesto Arakaki 28
12.07 Atlético Nacional Medellín- Necaxa Aguascalientes 0:0

02.08 Alianza Lima-Atlético Nacional Medellín 2:3(0:1)

0:1 Tressor Moreno 37, 0:2 Víctor Aristizábal 54, 0:3 León Darío Muñoz 73, 1:3 Roberto Holsen 75, 2:3 Paulo Hinostroza 83
03.08  Necaxa Aguascalientes-LD Alajuelense Alajuela 1:1(1:0)

0:1 José Milian 36s, 1:1 Agustín Delgado 47
24.08 Alianza Lima- Necaxa Aguascalientes 1:0(1:0)

1:0 Renzo Benavides 43
30.08 Atlético Nacional Medellín-LD Alajuelense Alajuela 2:0(1:0)

1:0 Arely Palacio 12, 2:0 Jorge Humberto Agudelo 79
13.09  Necaxa Aguascalientes-Atlético Nacional Medellín 2:1(1:0)

1:0 Agustín Delgado 26, 1:1 León Darío Muñoz 75, 2:1 Agustín Delgado 82
13.09 Alianza Lima-LD Alajuelense Alajuela 1:1(1:0)

1:0 Henry Quinteros 45, 1:1 Luis Edson Valente 51
20.09 Atlético Nacional Medellín-Alianza Lima 4:1(2:0)

1:0 Víctor Aristizábal 3, 2:0 León Darío Muñoz 32, 3:0 Jorge Agudelo 39, 3:1 Roberto Holsen 59, 4:1 León Darío Muñoz 57
21.09 LD Alajuelense Alajuela- Necaxa Aguascalientes 2:2(1:1)

0:1 Alvaro Ortíz 4, 1:1 Luis Arnáez 45k, 1:2 Agustín Delgado 82, 2:2 Claudio Ciccia 90
04.10 LD Alajuelense Alajuela-Atlético Nacional Medellín 3:0(1:0)

1:0 Claudio Ciccia 41, 2:0 Claudio Ciccia 75, 3:0 Leonardo Durán 90
05.10  Necaxa Aguascalientes-Alianza Lima 0:0
| Klub                       | Mecze | Zw | Rem | Por | Pkt | BrZd | BrStr |
| -------------------------- | ----- | -- | --- | --- | --- | ---- | ----- |
| Atlético Nacional Medellín | 6     | 3  | 1   | 2   | 10  | 10   | 8     |
| LD Alajuelense Alajuela    | 6     | 2  | 3   | 1   | 9   | 9    | 7     |
| Necaxa Aguascalientes      | 6     | 1  | 4   | 1   | 7   | 5    | 5     |
| Alianza Lima               | 6     | 1  | 2   | 3   | 5   | 6    | 10    |

### Grupa C
05.07 Millonarios Bogotá-Barcelona SC Guayaquil 1:1(1:0)

1:0 Luis García 38, 1:1 Carlos Alfaro 57k
12.07  Deportivo Toluca-Universitario Lima 4:1(2:0)

1:0 Antonio Naelson 32, 2:0 Rafael García 37, 3:0 Antonio Taboada 59k, 3:1 Piero Alva 80, 4:1 Carlos María Morales 83
09.08 Barcelona SC Guayaquil- Deportivo Toluca 2:0(0:0)

1:0 Héctor Antonio Blanco 59, 2:0 Nicolás Asencio 87
09.08 Universitario Lima-Millonarios Bogotá 0:2(0:1)

0:1 Raúl Ramírez 15, 0:2 Juan Carlos Jaramillo 75
29.08  Deportivo Toluca-Millonarios Bogotá 0:0

31.08 Barcelona SC Guayaquil-Universitario Lima 1:1(1:0)

1:0 Luis Oswaldo Gómez 31, 1:1 José Eduardo Esidio 49k
06.09 Universitario Lima- Deportivo Toluca 3:2(1:1)

0:1 Carlos Morales 6, 1:1 Eduardo Esidio 26, 1:2 Víctor Ruiz 67k, 2:2 Piero Alva 83, 3:2 Gustavo Grondona 89
06.09 Barcelona SC Guayaquil-Millonarios Bogotá 0:2(0:1)

0:1 Hermes Martínez 24, 0:2 Jairo Castillo 73
27.09 Millonarios Bogotá-Universitario Lima 1:0(0:0)

1:0 Andrés Pérez 53
27.09  Deportivo Toluca-Barcelona SC Guayaquil 4:0(3:0)

1:0 Carlos María Morales 16, 2:0 Eugenio Villazón 35, 3:0 Carlos María Morales 45, 4:0 Erick Espinosa 51
10.10 Millonarios Bogotá- Deportivo Toluca 5:5(3:1)

1:0 Raúl Ramírez 1, 1:1 Rafael Gacía 30, 2:1 Juan Jaramillo 31, 3:1 Jairo Castillo 47, 3:2 Eduardo Lillingston 50, 3:3 José Cardozo 52, 3:4 José Cardozo 60, 4:4 Raúl Ramírez 74, 4:5 Roger Dos Santos 91, 5:5 Jairo Castillo 92
12.10 Universitario Lima-Barcelona SC Guayaquil 2:2(1:2)

0:1 Lizandro Torres 5, 1:1 John Galliquio 17, 1:2 Eduardo Smith 28, 2:2 Javier Angulo 62
| Klub                   | Mecze | Zw | Rem | Por | Pkt | BrZd | BrStr |
| ---------------------- | ----- | -- | --- | --- | --- | ---- | ----- |
| Millonarios Bogotá     | 6     | 3  | 3   | 0   | 12  | 11   | 6     |
| Deportivo Toluca       | 6     | 2  | 2   | 2   | 8   | 15   | 11    |
| Barcelona SC Guayaquil | 6     | 1  | 3   | 2   | 6   | 6    | 10    |
| Universitario Lima     | 6     | 1  | 2   | 3   | 5   | 7    | 12    |

### Grupa D
06.07 Oriente Petrolero Santa Cruz-Sporting Cristal Lima 1:1(1:0)

1:0 Milton Coimbra 36k, 1:1 Jorge Soto 74
13.07 Emelec Guayaquil-Pachuca 1:0(1:0)

1:0 Carlos Alberto Juárez 35
08.08 Pachuca-Oriente Petrolero Santa Cruz 2:1(1:0)

1:0 Pedro Pineda 5, 2:0 Marcelino Bernal 62, 2:1 Joselito Vaca 89
10.08 Sporting Cristal Lima-Emelec Guayaquil 2:2(1:0)

1:0 Jorge Soto 11, 1:1 Alejandro Martín Kenig 61, 1:2 Alejandro Martín Kenig 69, 2:2 Jorge Soto 83
30.08 Sporting Cristal Lima-Pachuca 2:1(1:0)

1:0 Waldir Sáenz 11, 2:0 Frank Rojas 60, 2:1 Pablo Gómez 65
30.08 Emelec Guayaquil-Oriente Petrolero Santa Cruz 2:1(0:1)

0:1 Luis Camacho 14, 1:1 Pedro Aguirrez 65, 2:1 Máximo Tenorio 89
14.09 Sporting Cristal Lima-Oriente Petrolero Santa Cruz 5:1(2:0)

1:0 Jorge Soto 17, 2:0 Waldir Sáenz 38, 3:0 Jorge Soto 47, 4:0 Waldir Sáenz 67, 5:0 Frank Rojas 79, 5:1 Francisco Takeo 90
14.09 Pachuca-Emelec Guayaquil 1:0(1:0)

1:0 Gabriel Caballero 37
26.09 Oriente Petrolero Santa Cruz-Pachuca 3:1(1:1)

0:1 Gabriel Caballero 8, 1:1 Roger Suárez 33, 2:1 Roger Suárez 50, 3:1 Gabriel Caballero 73s
28.09 Emelec Guayaquil-Sporting Cristal Lima 1:0(1:0)

1:0 Alejandro Kenig 22
11.10 Pachuca-Sporting Cristal Lima 1:0(1:0)

1:0 Pedro Pineda 44
11.10 Oriente Petrolero Santa Cruz-Emelec Guayaquil 0:0
| Klub                         | Mecze | Zw | Rem | Por | Pkt | BrZd | BrStr |
| ---------------------------- | ----- | -- | --- | --- | --- | ---- | ----- |
| Emelec Guayaquil             | 6     | 3  | 1   | 2   | 10  | 6    | 5     |
| Sporting Cristal Lima        | 6     | 2  | 3   | 1   | 9   | 10   | 6     |
| Pachuca                      | 6     | 3  | 0   | 3   | 9   | 6    | 7     |
| Oriente Petrolero Santa Cruz | 6     | 1  | 2   | 3   | 5   | 7    | 11    |

## 1/2 finału
Chivas Guadalajara-Atlético Nacional Medellín 1:1 i 3:3, karne 2:4 (mecze 18.10 i 25.10)
1. 0:1 Víctor Hugo Aristizábal 73, 1:1 Marco Antonio Ruiz 75
2. 0:1 León Darío Muñoz 20, 1:1 Antonio Ruiz 24, 1:2 León Darío Muñoz 35, 2:2 Ramón Morales 43, 2:3 Víctor Aristizábal 54k, 3:3 José Alejandro Nava 93

Emelec Guayaquil-Millonarios Bogotá 3:3 i 0:2 (mecze 19.10 i 26.10)
1. 0:1 Raúl Ramírez 4, 1:1 Alejandro Kenig 6k, 2:1 Carlos Juarez 8, 2:2 Xavier Jiménez 20, 3:2 Alejandro Kenig 52, 3:3 Jaime Suárez 80
2. 0:1 Oscar Millán 12, 0:2 Andrés Pérez 53

## FINAŁ
Millonarios Bogotá-Atlético Nacional Medellín 0:0 i 1:2
2 listopada 2000 Bogotá El Campín (?)

Millonarios Bogota-Atlético Nacional Medellin 0:0

Sędzia: Jorge Hoyos(Kolumbia)

Żółte kartki:  Ramírez 44, Castro 75, Pérez 81 / Rueda 34, Vanegas 64, Flórez 71, Mackenzie 82, Patiño 87

Club Deportivo Los Millonarios:  Andrés López; Oscar Millán, Javier Martínez, Oscar Cortés; Jair Ramírez, Javier Jiménez (46 Andrés Pérez), Jaime Suárez; Raúl Ramírez, Andrés Chitiva; Juan Carlos Jaramillo, John Jairo Castillo (46 Carlos Castro).  Trener: Diego Umaña.

Atlético Nacional:  Milton Patiño; Nelson Flórez, Samuel Vanegas, Aquivaldo Mosquera, Andrés Estrada; Jorge Salcedo, Dumar Rueda (77 José Ocampo), Oswaldo Mackenzie, Víctor Aristizábal, Tressor Moreno (60 León Darío Muñoz), Jorge Agudelo (70 Elkin Calle).  Trener: Carlos Navarrete.
9 listopada 2000 Medellín Atanasio Girardot (?)

Atlético Nacional Medellin-Millonarios Bogota 2:1(1:0)

Sędzia: Henry Cervantes(Kolumbia)

Bramki: 1:0 Moreno 8, 2:0 Aristizábal 49, 2:1 Jiménez 56

Żółte kartki: Mackenzie, Aristizábal, Martínez, Giraldo / Ramírez, Suárez, Pérez, Fernández, Millán

Czerwone kartki: - / Jairo Castillo

Atlético Nacional: Milton Patiño; Elkin Calle, Samuel Vanegas, Aquivaldo Mosquera; Robinson Martínez, Jorge Salcedo; Carlos Giraldo, Oswaldo Mackenzie (Andrés Estrada), Víctor Aristizábal; Tressor Moreno, León Darío Muñoz (Jorge Agudelo).  Trener: Carlos Navarrete

Club Deportivo Los Millonarios: Andrés López; Oscar Millán, Alexander Fernandez, Oscar Cortés, Jair Ramírez; Andrés Pérez, Javier Jimenez, Raúl Ramírez Gacha (Jaime Suárez); Andrés Chitiva (Jairo Castillo); Juan Carlos Jaramillo, Carlos Castro.  Trener: Diego Edison Umaña

## Klasyfikacja strzelców bramek
| Gole | Piłkarz              | Klub                       |
| ---- | -------------------- | -------------------------- |
| 6    | León Darío Muñoz     | Atlético Nacional Medellín |
| 5    | Víctor Aristizábal   | Atlético Nacional Medellín |
| 5    | Alejandro Kenig      | Emelec Guayaquil           |
| 5    | Jorge Soto           | Sporting Cristal Lima      |
| 4    | Raúl Ramírez         | Millonarios Bogotá         |
| 4    | Raúl Ramírez         | Millonarios Bogotá         |
| 4    | Carlos María Morales | Deportivo Toluca           |
| 3    | Julián Téllez        | Necaxa Aguascalientes      |
| 3    | Claudio Ciccia       | LD Alajuelense Alajuela    |
| 3    | Evelio Ordoñez       | Nacional Quito             |
| 3    | Manuel Ríos          | Chivas Guadalajara         |
| 3    | John Jairo Castillo  | Millonarios Bogotá         |
| 3    | Waldir Sáenz         | Sporting Cristal Lima      |